# Cazalex
Cazalex is een historisch Frans motormerk dat tussen 1951 en 1955 lichte motorfietsen met motoren van 49 tot 124 cc bouwde.